# 羅西烏車站
羅西烏車站（葡萄牙語：Estação Ferroviária do Rossio）是位於葡萄牙首都里斯本的一座火車站，鄰近里斯本最重要的廣場羅西烏廣場。前稱中央車站（Estação Central）。羅西烏車站是里斯本最重要的車站，竣工於1890年。2004年至2008年期間，車站曾一度整修。1957年之前，羅西烏車站是里斯本最重要的火車站。

## 历史
该车站由葡萄牙皇家铁路公司委托建造，由葡萄牙建筑师何塞·路易斯·蒙泰罗在1886年至1887年间设计。它建在里斯本最重要的广场之一的罗西乌广场上，连接着里斯本和辛特拉地区。
这条隧道在城市地下挖掘，被认为是19世纪葡萄牙最重要的工程之一。它于1890年完工，不久之后里斯本环线与北线的连接也开通了。在1957年之前，这个车站一直是里斯本的主要客运终点站。从那时起，直到20世纪90年代初，只有少数长途列车在罗西乌作为终点站，主要是西线公司的列车。
1918年12月，葡萄牙第四任总统西多尼奥·派斯在罗西奥车站遇刺身亡。
由于进行隧道更新工程，该站于2004年10月22日至2008年2月12日期间关闭，供铁路服务使用。

## 建筑风格
新曼努埃爾立面主导着广场的西北方，是对16世纪早期葡萄牙典型的繁茂曼努埃爾风格的浪漫再创造。它最有趣的特点是入口处交错的两个马蹄形状的大门，小炮塔上的时钟和丰富的雕塑装饰。在内部，平台通过坡道连接到立面，并被一个由比利时公司执行的铸铁结构覆盖。该车站是葡萄牙浪漫主义(外立面)和铸铁(站台覆盖物)建筑的重要范例。
2016年5月3日，一名爬上去拍照的人意外地将葡萄牙126岁的塞巴斯蒂昂雕像撞坏，该雕像矗立在入口之间的壁龛上。此人已被逮捕。